# Culicoides piliferus
Culicoides piliferus är en tvåvingeart som beskrevs av Francis Metcalf Root och Hoffman 1937. Culicoides piliferus ingår i släktet Culicoides och familjen svidknott. Inga underarter finns listade i Catalogue of Life.